# プレイ (マイク・スターンのアルバム)
『プレイ』（Play）は、アメリカ合衆国のジャズ・ギタリスト、マイク・スターンが1999年に発表したスタジオ・アルバム。

## 背景
収録曲のうち3曲はジョン・スコフィールド、4曲はビル・フリゼールとのツイン・ギター編成で録音された。なお、スターンとスコフィールドは同時期にマイルス・デイヴィス・グループのギタリストとして活動していたことがあり、スコフィールドは後に「その頃のマイク・スターンは深刻な薬物依存症に陥っていた」「マイルスは当時、彼を解雇する気はなかった。でも、彼がうまくいかない場合に備えて、もう一人のギタリストをバンドに入れようとしていたのさ」と語っている。

## 反響・評価
『ビルボード』のジャズ・アルバム・チャートでは21位に達した。Brian Bartoliniはオールミュージックにおいて5点満点中4点を付け「ストレート・アヘッドなジャズを好む人々には、スターンとスコフィールドが共演したタイトル曲、或いはボブ・マラックもテナー・サックスで参加した"Outta Town"が聴き所である。より広がりのある詩的なギター・ミュージックを好む人々には、フリゼールとの共演による催眠的な"Blue Tone"や悲し気な"All Heart"が聴き所である。そして、ロックやファンクに影響を受けたフュージョンで盛り上がりたい人々には、グルーヴィーな"Tipatina's"、大胆なロック"Link"、極めてファンキーな"Big Kids"が聴き所である」と評している。

## 収録曲
全曲ともマイク・スターン作曲。
1. プレイ - "Play" - 7:13
2. スモール・ワールド - "Small World" - 5:24
3. アウタ・タウン - "Outta Town" - 6:08
4. ブルー・トーン - "Blue Tone" - 6:44
5. ティパティーナス - "Tipatina's" - 6:33
6. オール・ハート - "All Heart" - 6:22
7. フリズ - "Frizz" - 5:39
8. リンク - "Link" - 6:52
9. ゴーイン・アンダー - "Goin' Under" - 4:08
10. ビッグ・キッズ - "Big Kids" - 7:27

### 日本盤ボーナス・トラック
1. アイム・ウィズ・ユー - "I'm with You"

## 参加ミュージシャン
- マイク・スターン - ギター
- ジョン・スコフィールド - ギター(on #1, #2, #3)
- ビル・フリゼール - ギター(on #4, #6, #7, #10)
- ボブ・マラック - テナー・サクソフォーン(on #3, #5, #6, #8, #9)
- ジム・ビアード - キーボード(on #1, #2, #3, #5, #6, #8, #9)
- リンカーン・ゴーインズ - ベース
- ベン・ペロウスキー（英語版） - ドラムス(on #1, #2, #3, #4, #6, #7, #10)
- デニス・チェンバース - ドラムス(on #5, #8, #9)